# フラメンコ・ロック
フラメンコ・ロック（Flamenco rock）、またはアンダルシアン・ロック（Andalusian rock）は、1960年代後半から1970年代初頭にかけてスペインのアンダルシア地域から生まれた（しかしこれらに限定されない）ロックのサブジャンル。
サビーカスによるいくつかのアルバム（『Rock encounter』『The Soul of Flamenco and the Essence of Rock』）や、Smash、Gong、Galaxia、Flamenco、さらにはアメリカン・ブリティッシュ・バンドのカルメンによる一握りのシングルのようないくつかの先例はあった。しかし、その音楽がプログレッシブ・ロックとフラメンコの均一な融合に焦点を当てているため、トリアーナがこのジャンルの先駆者として認められている。Imán Califato independiente、Cai、Guadalquivir、Alameda、またはメズキータのようなプログレッシブ・ロックとフラメンコをミックスした多くのバンドが彼らに続いてシーンに登場した。そのため、アンダルシアン・ロックという用語は、単にフラメンコ・プログのことを指すと理解されている節がある。
メディナ・アサーラは、1980年代にプログレッシブからハードロック仕様へと変容しながら、故郷で最も人気のあるフラメンコ・ロック・バンドの1つとして今でも存在している。また、フラメンコをアフリカ、レゲエ、ラテンのリズムに融合したその他のバンドの中にも、フラメンコ・フォーク・バンドのヴェネーノ（Veneno）、フラメンコ・ジャズ・ブルース・バンドのパタ・ネグラのような、ロックのフラメンコに影響を受けたスタイルが登場した。